# توم رومانو
توم رومانو (بالإنجليزية: Tom Romano)‏ هو لاعب كرة قاعدة أمريكي، ولد في 25 أكتوبر 1958.

## وصلات خارجية
- توم رومانو على موقعبيزبول رفرنس.كوم (الدوري الرئيسي) (الإنجليزية)
- توم رومانو على موقعبيزبول رفرنس.كوم (الدوري الثانوي) (الإنجليزية)